# Мутанты (фильм)
«Мутанты» (англ. Mimic) — американский фильм ужасов 1997 года, снятый Гильермо дель Торо по мотивам одноимённого рассказа Дональда Уоллхейма.

## Сюжет
На Манхэттене (Нью-Йорк) стремительно распространяется смертельная болезнь, жертвами которой становятся дети. Разносчиками инфекции являются обычные тараканы. Супруги-энтомологи Сьюзан Тайлер и Питер Манн в попытке остановить эпидемию создают генно-модифицированное насекомое, ферменты которого должны уничтожить заражённых тараканов, ускорив их метаболизм. Насекомое называют «порода Иуда» (Judas Breed), внешне оно похоже на гибрид богомола и термита, неспособно к самостоятельному размножению, поэтому первое поколение, выполнив свою функцию в истреблении тараканов, должно очень скоро погибнуть от естественных причин (у них тоже ускорен метаболизм). Расчёты учёных оправдываются: тараканы массово погибают, эпидемия прекращается и на некоторое время город успокаивается.
Три года спустя в метро и подземных переходах начинают пропадать люди. Двое мальчишек находят в метро «странного жука» и продают его Сьюзан. Исследовав жука, Сьюзан с ужасом обнаруживает, что это «Иуда», но при этом это детёныш и он по размерам больше тех взрослых особей, которых создавала она. Позже в лабораторию Сьюзан врывается крупное существо и похищает жука. Затем работник водоочистных сооружений вылавливает из воды крупную особь мутировавшей «породы», в котором начальник Сьюзан доктор Гейтс признаёт высокоразвитого жука-солдата, что указывает на существование целой колонии. Изучив обстоятельства происшествий, учёные понимают, что недооценили способность «Иуды» к выживанию — искусственно выведенный вид нашёл способ размножаться и теперь охотится за людьми, употребляя их в пищу. А ускоренный метаболизм «породы» привёл к тому, что всего за три года родились десятки тысяч поколений «Иуд» и каждое новорождённое поколение имело значительные мутации, из-за чего они стали гораздо крупнее. К тому же в качестве защитного механизма «Иуда» развил способность мимикрировать, а поскольку естественным врагом для него выступают люди, то каждое новое поколения насекомых приобретало всё больше человеческих черт. Супруги-учёные и полицейский проникают в глубины метро, где находится логово мутировавших насекомых, чтобы уничтожить их, пока они не уничтожили город…

## В ролях
- Мира Сорвино — доктор Сьюзан Тайлер
- Джереми Нортэм — доктор Питер Манн
- Джанкарло Джаннини — Мэнни
- Джош Бролин — Джош
- Чарльз Даттон — Леонард
- Ф. Мюррей Абрахам — доктор Гейтс
- Норман Ридус — Джереми
- Джулиан Ричингс — рабочий
- Даг Джонс

## Факты
- У фильма имеется два сиквела: «Мутанты 2[англ.]» (2001) и «Мутанты 3: Страж[англ.]» (2003).
- На съёмках регулярно возникали конфликты между режиссёром Гильермо дель Торо и продюсером Бобом Вайнштейном, который часто посещал съёмочную площадку и требовал снимать то, чего не было в сценарии. С тех пор они больше никогда не работали вместе[2].
- Первоначально фильм задумывался как одна из 30-минутных новелл в полнометражном фильме. В итоге эти три новеллы превратились в два полноценных фильма: «Мутанты», «Пришелец» (2001) и короткометражный «Любовный треугольник[англ.]» (снят в 2002, первый показ в 2008)[2][3].
- В 1997-98 годах фильм номинировался на 9 разных категорий различных наград, и выиграл 3 из них[4].